# Poiseul-la-Ville-et-Laperrière
Poiseul-la-Ville-et-Laperrière ist eine französische Gemeinde mit 155 Einwohnern (Stand: 1. Januar 2022) im Département Côte-d’Or in der Region Bourgogne-Franche-Comté (vor 2016 Bourgogne); sie gehört zum Arrondissement Montbard und zum Kanton Châtillon-sur-Seine. 

## Geographie
Poiseul-la-Ville-et-Laperrière liegt in Burgund, etwa 38 Kilometer nordwestlich von Dijon an der Seine, die die Gemeinde im Nordosten begrenzt. Umgeben wird Poiseul-la-Ville-et-Laperrière von den Nachbargemeinden Baigneux-les-Juifs im Norden, Orret im Nordosten, Oigny im Nordosten und Osten, Billy-lès-Chanceaux im Osten und Südosten, Frôlois im Süden und Westen sowie La Villeneuve-les-Convers im Westen.

## Bevölkerungsentwicklung
| Jahr                       | 1962 | 1968 | 1975 | 1982 | 1990 | 1999 | 2006 | 2013 | 2019 |
| Einwohner                  | 255  | 254  | 230  | 202  | 183  | 181  | 168  | 162  | 157  |
| Quellen: Cassini und INSEE |      |      |      |      |      |      |      |      |      |

## Sehenswürdigkeiten
- Kirche Saint-Victor, seit 1947 Monument historique
- Kapelle Saint-Nicolas aus dem 16. Jahrhundert

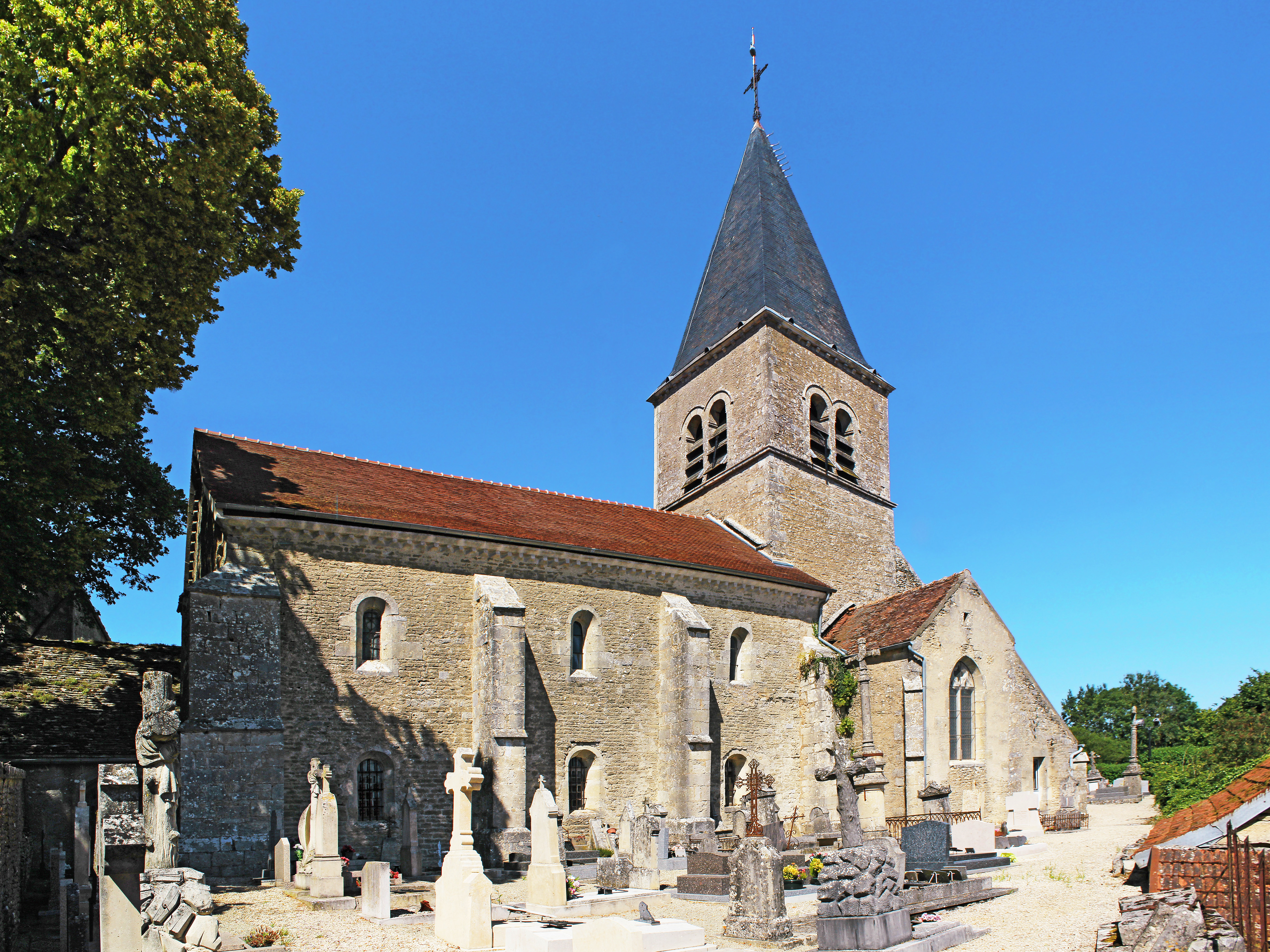
Kirche Saint-Victor
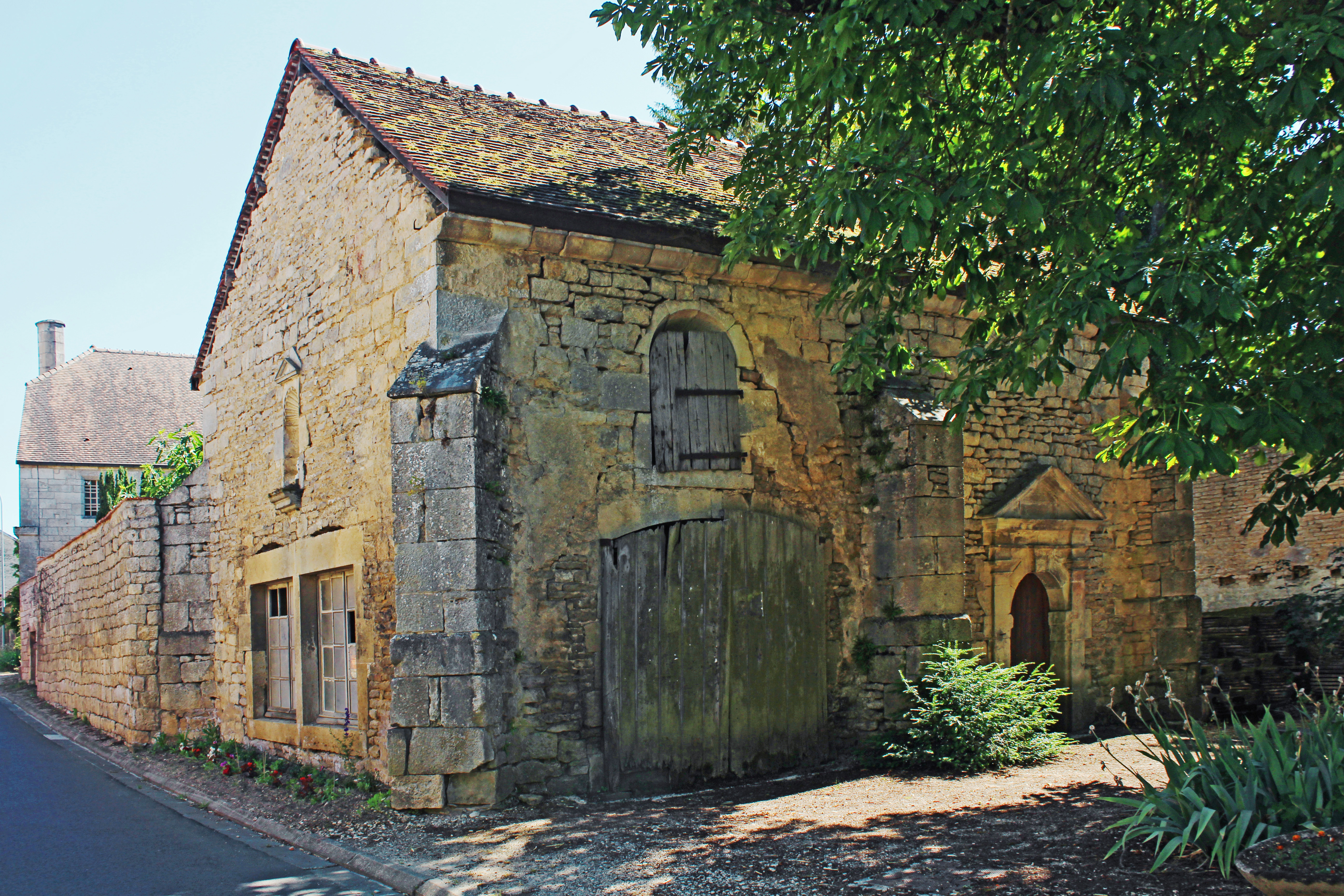
Kapelle Saint-Nicolas